# Alt St. Martin (Wiesbaum)

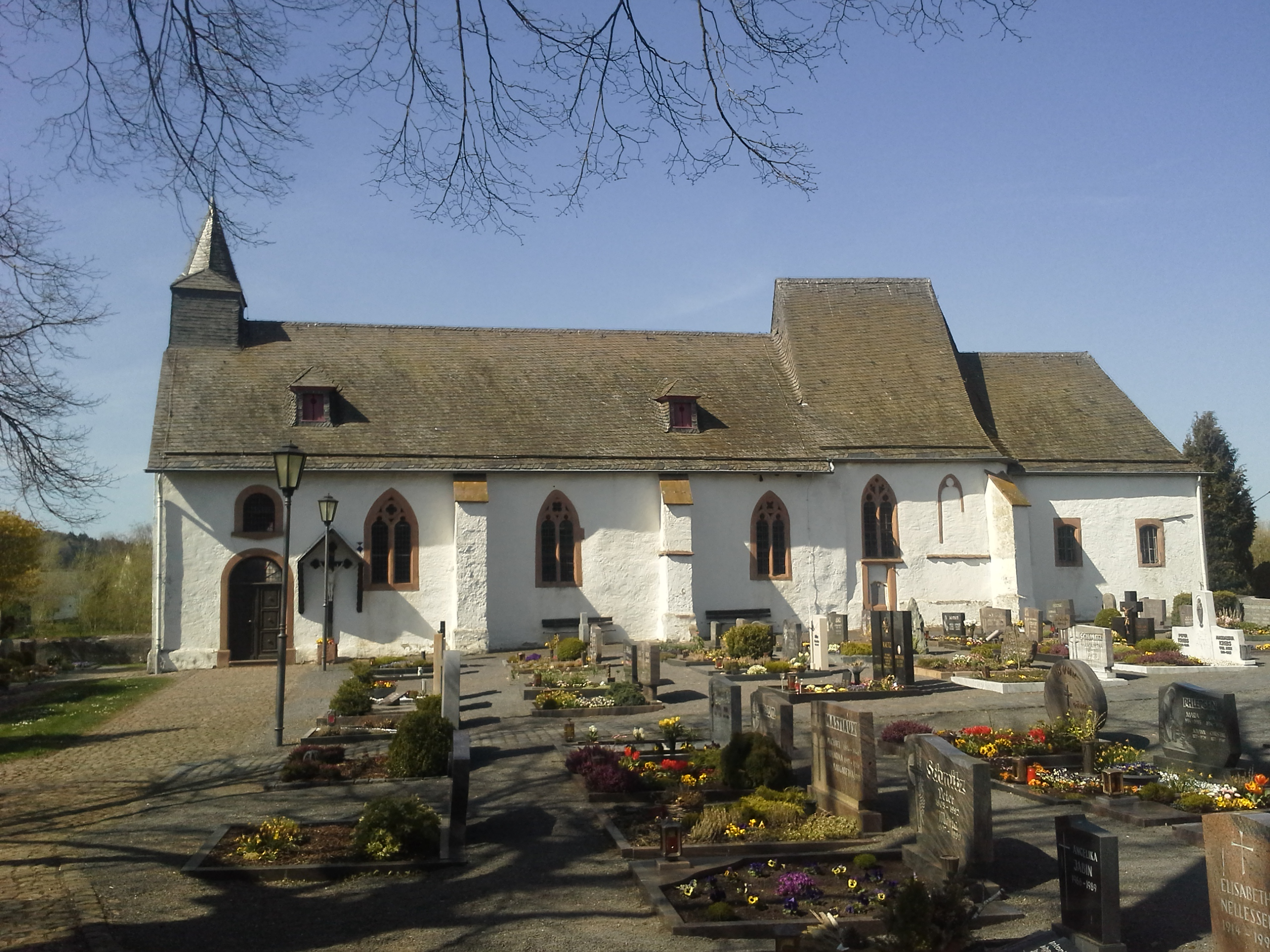
Alt St. Martin

Alt St. Martin ist die frühere römisch-katholische Pfarrkirche von Wiesbaum im  Landkreis Vulkaneifel. Die Kirche wird heute als Friedhofskapelle genutzt.

## Geschichte
Eine Pfarrkirche in Wiesbaum wurde zum ersten Mal im Jahr 1131 erwähnt, auch im Liber valoris um 1300 wurde sie genannt. Das heute bestehende Gotteshaus entstand um 1500 als einschiffiger Bau von zwei Jochen mit dreiseitig geschlossenem Chor. Im 18. Jahrhundert wurde die Sakristei östlich an den Chor angefügt. Der vielleicht noch von einem älteren Bauwerk stammende Turm wurde im 19. Jahrhundert als Ruine bezeichnet und niedergelegt und an seiner Stelle das Langhaus um zwei Joche nach Westen verlängert. Die Kirche wurde zur Friedhofskapelle umgewandelt, als weiter westlich im Ort 1927/28 die neue Pfarrkirche St. Martin errichtet wurde.